# ルドルフ・マテ
ルドルフ・マテ（Rudolph Maté A.S.C., 本名：Rudolf Matheh / Rudolf Mayer 1898年1月21日 - 1964年10月27日）は、オーストリア＝ハンガリー帝国（現・ポーランド）・クラカウ出身の撮影監督・映画監督。

## 来歴
ブダペスト大学卒業後、アレクサンダー・コルダ主催のコルヴィン映画製作所に入り、ヨーロッパ映画界で撮影技師として活動を始め、カール・テオドア・ドライヤー、フリッツ・ラング、ルネ・クレールなどの監督作品に関わる。
彼がその名を挙げたのはドライヤー監督の映画『ミカエル』（1924年）で、当初正式カメラマンだったカール・フロイントが制作途中に他の作品の撮影にまわされてしまったために、マテが撮影を引き継いだ。ドライヤーはマテの仕事ぶりを高く評価し、次作の『裁かるるジャンヌ』（1928年）、『吸血鬼』（1930年）でもマテを起用した。映画批評家のドナルド・リチーは『裁かるるジャンヌ』でのマテの仕事ぶりについて、「彼はドライエル（ドライヤー）と（主演の）ルネ・ファルコネッティと共に三脚の一本を担う者だった。ドライエルの意図を実現したのは彼であり、異端糾問所において詰問する裁判僧たちのいくつかの顔を、ふいに画面全体を満たすかに思われるすぐれた大写しにとらえたのも彼である。」と高く評価した。
1930年代半ばに渡米、ハリウッドに活躍の場を移す。1947年に映画監督に転身。
撮影監督時代、アカデミー撮影賞に5回ノミネートされている。
1964年10月27日、心筋梗塞で死去。66歳。

## 主な作品

### 撮影
- ミカエル Michael （1924年）
- 裁かるるジャンヌ La Passion de Jeanne d'Arc （1928年）
- 吸血鬼 Vampyr （1932)
- 最後の億萬長者 Le Dernier milliardaire （1934年）
- リリオム Liliom （1934)
- ダンテの地獄篇 Dante's Inferno （1935年）
- 孔雀夫人 Dodsworth （1936年）
- 大自然の凱歌 Come and Get It （1936年）
- ステラ・ダラス Stella Dallas （1937年）
- マルコ・ポーロの冒険 The Adventures of Marco Polo （1938年）
- 貿易風 Trade Winds （1938年）
- 邂逅 Love Affair （1939年）
- 暁の討伐隊 The Real Glory （1939年）
- 海外特派員 Foreign Correspondent （1940年）
- 妖花 Seven Sinners （1940年）
- 美女ありき That Hamilton Woman （1941)
- 焔の女 The Flame of New Orleans （1941年）
- 生きるべきか死ぬべきか To Be or Not to Be （1942年）
- 打撃王 The Pride of the Yankees （1942年）
- サハラ戦車隊 Sahara （1943年）
- カバーガール Cover Girl （1944年）
- ギルダ Gilda （1946年）
- 地上に降りた女神 Down to Earth （1947年）
- 上海から来た女 The Lady from Shanghai （1947年） クレジットなし

### 監督
- 都会の牙 D.O.A. （1950年）
- 武装市街 Union Station （1950年）
- 烙印 Branded （1950年）
- 盗賊王子 The Prince Who Was a Thief （1951年）
- 地球最後の日 When Worlds Collide （1951年）
- 第二の機会 Second Chance （1953年）
- ミシシッピーの賭博師 The Mississippi Gambler （1953年）
- フォルウォスの黒楯 The Black Shield of Falworth （1954年）
- レッド・リバー Siege at Red River （1954年）
- 欲望の谷 The Violent Men （1954年）
- 遥かなる地平線 The Far Horizons （1955年）
- 顔役時代 The Rawhide Years （1955年）
- 雨の夜の慕情 Miracle in the Rain （1956年）
- 三人のあらくれ者 Three Violent People （1957年）
- 初恋 For the First Time （1959年）
- カルタゴの大逆襲 Revak the Rebel （1960年）
- スパルタ総攻撃 The 300 Spartans （1962年）
- 海賊魂 Il dominatore dei sette mari （1962年）